# Maude Gratton
Maude Gratton est une musicienne classique française, née à Niort en 1983. 
Elle poursuit une carrière de soliste, maîtrisant l’orgue, le piano-forte et le clavecin.

## Biographie
Maude Gratton étudie le clavecin et l’orgue au Conservatoire de Poitiers dans la classe de l’organiste Dominique Ferran. 
Elle est diplômée du Conservatoire national supérieur de musique de Paris en clavecin, orgue, basse continue et contrepoint renaissance. En 2003, elle se distingue avec le 2e prix du Concours Orgue du Festival de musique ancienne de Bruges et est promue Jeune Soliste des Radios francophones publiques en 2006.

## Vie professionnelle

### Carrière solo
En 2009, Maude Gratton enregistre son 1er projet solo consacré aux œuvres de Wilhelm Friedemann Bach. L’album est distingué par le Gramophone’s Choice et récompensé par un Diapason d’or en 2009. Elle a depuis enregistré une dizaine d'albums en tant que soliste ou à travers différents ensembles de musique baroque et de musique de chambre.
Maude Gratton collabore avec la soprano Camille Poul. 
La musicienne est membre du chœur Collegium Vocale Gent, sous la direction du chef-d’orchestre Philippe Herreweghe, fondé en 1970 à Gand en Belgique.
Elle fonde en 2011, l’Académie de musique de Saint-Loup puis devient en 2012, la directrice artistique du festival Musiques en Gâtine en région Poitou-Charentes, rebaptisé en 2017, le MM Festival.
Maude Gratton fait partie de l'équipe enseignante du Vannes Early Music Institute (VEMI), l'académie européenne de musique classique de Vannes, dirigé par le violoncelliste français Bruno Cocset.

### EnsembleIl Convito
En 2005, Maude Gratton est à l’initiative de la formation Il Convito, aux côtés des musiciennes Claire Gratton et Stéphanie Paulet. L’ensemble de musique de chambre a été lauréat en 2007 du programme « Déclic » soutenu par Culturesfrance (actuel Institut français depuis 2010) et Radio France.
Son répertoire comprend aussi bien les musiques de la Renaissance que les œuvres du XIXe siècle, interprétées sur des instruments d’époque. Il Convito est invité à se produire dans plusieurs festivals dont les Journées musicales d'automne de Souvigny, la Folle Journée de Nantes ou la Bach Académie à Bruges. Les musiciens ont également participé à plusieurs tournées à l’étranger.
L'ensemble édite en 2015 un premier album consacré aux Concertos pour clavecin et cordes de Wilhelm Friedemann Bach chez Mirare.
En mai 2016, la directrice artistique Maude Gratton crée « Une soirée avec Mozart », son premier projet d'orchestre d'Il Convito, autour de l'œuvre de Wolfgang Amadeus Mozart.

## Discographie
- Wilhelm Friedemann Bach : Sonates, fugues, polonaises et fantaisies pour clavecin et clavicorde, Mirare (2009)
- Martin Matalon : Trame II pour clavecin et six instruments, direction François-Xavier Roth, avec la participation de Maude Gratton, Actes Sud (2010)
- Louis-Gabriel Guillemain : Sonates pour violon et continuo, sonate pour violon et clavecin obligé, direction Stéphanie Paulet, Ensemble Aliquando, avec la participation de Maude Gratton, Muso (2012)
- Johann Sebastian Bach : Cantates pour alto et orgue obligé, œuvres pour orgue, Le Banquet céleste, direction Damien Guillon, avec la participation de Maude Gratton, Zig-Zag Territoires (2012)
- George Onslow : Sonates pour violoncelle et piano opus 16, Maude Gratton et Emmanuel Jacques, Mirare (2012)[20]
- Biber Imitatio : Ricercar Consort, Philippe Pierlot et Maude Gratton, Mirare (2014)[21]
- Antonio Vivaldi : Concertos pour violoncelle(s), concerto pour violon et orgue, Les Basses Réunies, direction Bruno Cocset, avec la participation de Maude Gratton, Agogique (2014)
- Wilhelm Friedemann Bach : Concertos pour clavecin et cordes, Il Convito, direction et clavecin Maude Gratton, Mirare (2015)[22]
- Johann Sebastian Bach : Musikalische Opfer, direction Philippe Pierlot, François Fernandez et Marc Hantaï, avec la participation de Maude Gratton, Mirare (2015)
- Jean-Sébastien Bach : Leipzig Organ Works (1723-1750), Phi – Outhere music (2016)[23]
- Quintette pour piano et vents de Beethoven : Maude Gratton, pianoforte et des membres de l'ensemble Northernlight, Phi – Outhere music (2016)[24].

## Récompenses
- 1er Prix au Concours des jeunes organistes de Saint-Germain-des-Fossés, France (2000)
- 2e prix au Concours international d’orgue de Bruges, Belgique (2003)
- Jeune Soliste des Radios francophones publiques, France (2006)
- Diapason d’or 2009, Album, Wilhelm Friedemann Bach, Maude Gratton, Mirare, France (2009)
- Diapson d’or 2014, Album, Biber Imitatio, Ricercar Consort, Philippe Pierlot et Maude Gratton, Mirare, France (2014)